# Murray Dome
Der Murray Dome ist ein 1350 m hoher, felsiger und kuppelförmiger Berg im ostantarktischen Mac-Robertson-Land. In der Aramis Range der Prince Charles Mountains ragt er 5 km südöstlich des Mount McKenzie auf.
Luftaufnahmen der Australian National Antarctic Research Expeditions aus den Jahren 1956 und 1960 dienten seiner Kartierung. Das Antarctic Names Committee of Australia benannte den Berg nach D. Lyndon Murray, Arzt auf Macquarie Island im Jahr 1963 und auf der Wilkes-Station im Jahr 1964.